# Renfe 282 0400
 (mai 2023).
Si vous disposez d'ouvrages ou d'articles de référence ou si vous connaissez des sites web de qualité traitant du thème abordé ici, merci de compléter l'article en donnant les références utiles à sa vérifiabilité et en les liant à la section « Notes et références ».
Les locomotives 282 0401 à 282 0421 de la Renfe formaient une série de 16 locomotives à vapeur de type Garratt dont 6 héritées du Ferrocarril Central de Aragón. Elles étaient affectées au trafic des marchandises. Elles sont plus petites et plus légères que les locomotives Garratt rapides de la série 462 0401 livrées la même année.

## Historique
Les six premières locomotives, numérotées 201 à 206, ont été livrées en 1931 par Babcock & Wilcox Bilbao au Ferrocarril Central de Aragón pour la desserte de sa liaison montagneuse Saragosse - Valence. 	
À l'origine, ces locomotives fonctionnaient au charbon mais ont été converties au fuel dans les années 1960.	
Lors de l'intégration du Ferrocarril Central de Aragón dans la Renfe en 1941, les locomotives sont restées sur leurs routes habituelles. Elles ont pris les numéros 282 0401 à 282 0406. Le nombre 282 se comprend comme 2 x 141, d'après la numérotation française, retenue en Espagne pour l'arrangement des essieux.	
En 1960 et 1961, 30 ans après la première livraison, la Renfe a acquis dix locomotives du même type, encore fournies par Babcock & Wilcox. Elles différaient peu de la conception d'origine, si ce n'est par les surfaces de surchauffe légèrement augmentées et un poids accru du fait de l'augmentation de la capacité en fuel. Les locomotives ont été numérotées 282 f 0421 à 282 f 0430, avec le f de "fuel" . Depuis, on les appelle communément les 282 f.	
Les locomotives de 1961 sont les dernières locomotives à vapeur construites en Espagne et les avant-dernières Garratt au monde, suivies seulement par la dernière livraison de la classe NGG 16 des chemins de fer sud-africains en 1968.	
Les 282f sont restées en service jusqu'en 1966-1967 à leur gare d'attache, et ont ensuite travaillé dans les années 1970 sur d'autres trajets.
La locomotive 282f-0421, la première livrée en 1960, est préservée en bon état de conservation et sera utilisée pour des événements spéciaux. Elle est restée en service jusqu'en 1972 puis a été remisée au dépôt de Vilanova i la Geltrú (aujourd'hui Museu del Ferrocarril de Vilanova i la Geltrú) jusqu'à sa restauration en 1988. Elle est restée stationnée à Madrid avant d'être récupérée en 1996 par l’Associació per la Reconstrucció i Posta en Servei de Material Ferroviari Històric (ARMF), où elle a participé à des trains historiques. 

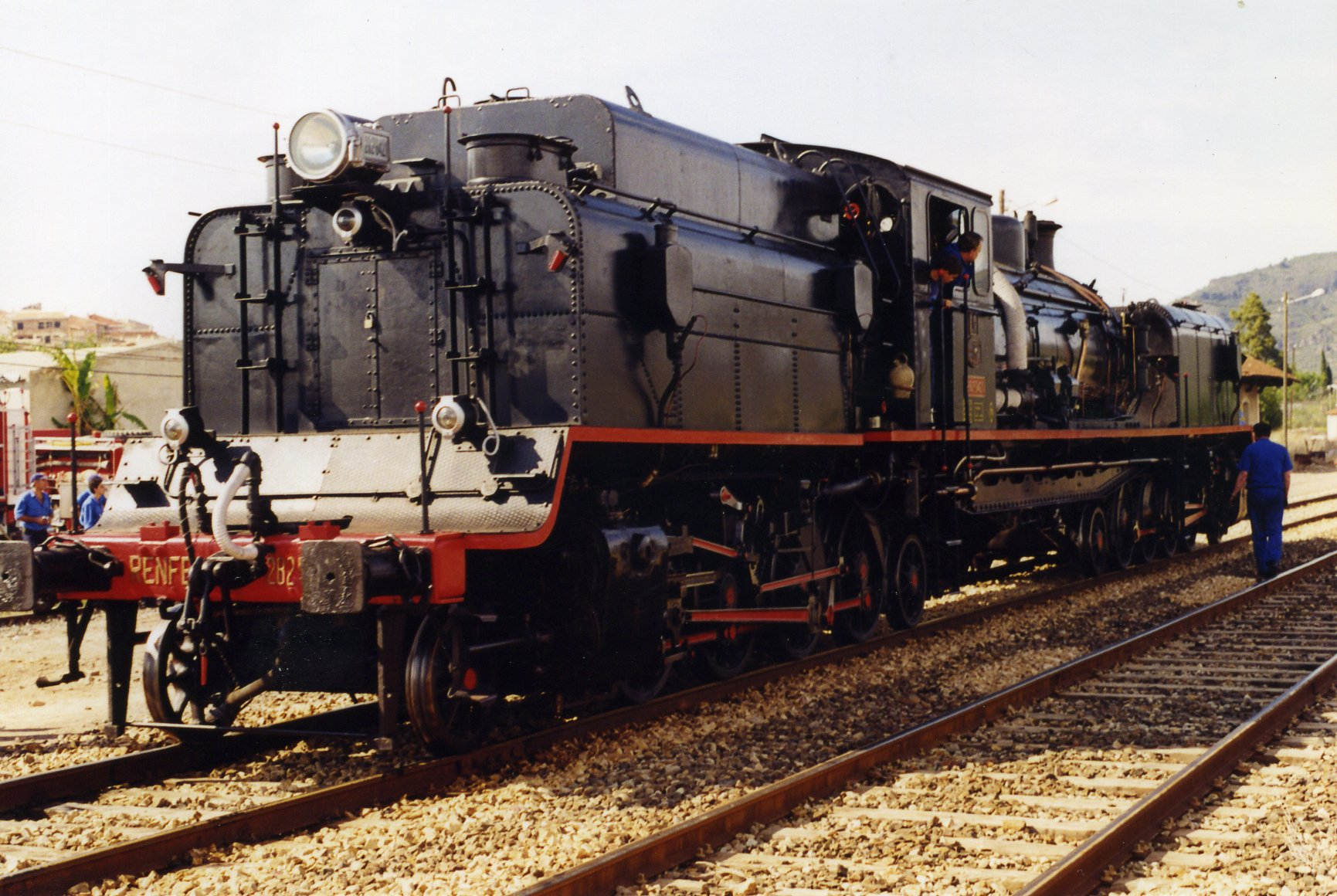
La 282 f 0421 au centenaire du chemin de fer d'Alto Palancia, le 23 mai 1998.